# HMS Eagle (1918)
HMS Eagle là một tàu sân bay của Hải quân Hoàng gia Anh. Nó được đặt lườn trước khi Chiến tranh Thế giới thứ nhất nổ ra như là chiếc thiết giáp hạm Almirante Cochrane dành cho Chile. Đến năm 1917, Anh Quốc mua lại con tàu để cải biến nó thành một tàu sân bay có sàn đáp suốt chiều dài con tàu, và được đưa ra hoạt động vào năm 1924.
Eagle tiếp tục phục vụ vào lúc Chiến tranh Thế giới thứ hai nổ ra, hoạt động chủ yếu tại Chiến trường Địa Trung Hải, nơi nó tham gia hộ tống nhiều đoàn tàu vận tải đến tăng viện cho đảo Malta, cũng như chuyển giao máy bay chiến đấu đến Malta nhằm tăng cường việc phòng không tại đây. Eagle bị trúng ngư lôi từ chiếc tàu ngầm U-boat Đức U-73 vào ngày 11 tháng 8 năm 1942, đang khi tham gia hộ tống một đoàn tàu vận tải khác đến Malta trong Chiến dịch Pedestal.

## Thiết kế và chế tạo
Năm 1911, Hải quân Chile đặt mua hai thiết giáp hạm thuộc thế hệ Siêu-Dreadnought có lượng rẽ nước 28.000 tấn mỗi chiếc, được trang bị mười khẩu pháo 356 mm (14 inch) và mười sáu khẩu 152 mm (6 inch), được đặt tên lần lượt là Almirante Latorre (Đô đốc Latorre) và Almirante Cochrane (Đô đốc Cochrane). Almirante Latorre được đặt lườn vào tháng 11 năm 1911, và Almirante Cochrane được đặt lườn tại xưởng tàu của hãng Armstrong tại Newcastle-on-Tyne vào ngày 20 tháng 2 năm 1913. Khi Chiến tranh Thế giới thứ nhất nổ ra, việc chế tạo chúng bị ngưng lại; và vì Almirante Latorre hầu như đã hoàn tất, nó được Hải quân Hoàng gia Anh mua lại và đưa vào hoạt động như một thiết giáp hạm dưới tên gọi HMS Canada vào năm 1915. Việc chế tạo chiếc Almirante Cochrane chưa tiến triển bao nhiêu, và không có công việc nào được tiến hành cho đến năm 1917, khi người Anh quyết định hoàn tất nó như một tàu sân bay. Nó được mua lại của Chile với giá 1,3 triệu Bảng Anh, được cải biến thành tàu sân bay HMS Eagle. Nó là chiếc tàu chiến thứ 14 của Hải quân Anh mang cái tên này.
Bản thiết kế lại ban đầu dự định sử dụng nó như một căn cứ hoạt động dành cho thủy phi cơ. Sau các thử nghiệm với những chiếc tàu khác, nó được đổi thành một tàu sân bay hạm đội có sàn đáp kéo dài suốt ciều dài con tàu và một đảo cấu trúc thượng tầng. Chiếc tàu sân bay được cho hạ thủy vào ngày 8 tháng 6 năm 1918, nhưng sự trì hoãn đã khiến cho Eagle không kịp hoàn tất trước khi chấm dứt xung đột. Công việc tiếp tục hoàn thiện nó bị kéo dài sau khi chiến tranh kết thúc, và bị tạm ngưng vào tháng 10 năm 1919 do Chile muốn mua lại con tàu và cải biến nó ngược lại thành thiết giáp hạm. Nhu cầu của Hải quân Hoàng gia cần tiến hành các thử nghiệm trên một tàu sân bay có đảo cấu trúc thượng tầng đã khiến cho việc chế tạo Eagle được tái tục vào tháng 11, được tiến hành chạy thử máy ngoài biển và các thử nghiệm bay đầu tiên vào tháng 2 năm 1920. Sau đó nó được gửi đến căn cứ Devonport để hoàn tất, khi các lò đốt động cơ của nó được thay đổi từ kiểu đốt hỗn hợp than-dầu sang đốt toàn bộ bằng dầu, trang bị một đảo cấu trúc thượng tầng dài hơn và một đai giáp chống ngư lôi. Cuối cùng Eagle được đưa ra hoạt động vào ngày 26 tháng 2 năm 1924.

## Lịch sử hoạt động

### Giữa hai cuộc thế chiến
Là chiếc tàu sân bay cỡ lớn đầu tiên có sàn đáp dọc suốt chiều dài con tàu gia nhập Hải quân Hoàng gia, Eagle được gửi đến Địa Trung Hải để phục vụ trong Hạm đội Địa Trung Hải từ năm 1924 đến năm 1931, khi nó quay trở về Anh Quốc cho một đợt cải biến lớn, được trang bị các nồi hơi mới, dây hãm để giúp hạ cánh máy bay, và cải tiến hệ thống hỏa lực phòng không.
Sau khi được cải biến, vào năm 1933 Eagle được gửi sang Viễn Đông, nơi nó phục vụ cho đến hết năm 1934. Máy bay của nó tham gia các hoạt động chống lại các tàu cướp biển và căn cứ của chúng trước khi được cho quay trở về Địa Trung Hải vào năm 1935. Nó lại được gửi đến Viễn Đông vào năm 1937, và ở lại đây cho đến khi Chiến tranh Thế giới thứ hai nổ ra.

### Giai đoạn mở đầu Thế Chiến II
Vào tháng 9 năm 1939, Eagle đặt căn cứ tại Singapore với một lực lượng không quân phối thuộc bao gồm hai phi đội 813 và 823 với tổng cộng 18 máy bay ném bom-ngư lôi Fairey Swordfish. Hoạt động tác chiến đầu tiên của nó trong cuộc chiến là tham gia việc truy tầm chiếc thiết giáp hạm bỏ túi Đức Graf Spee. Chiếc tàu sân bay bước vào năm 1940 lúc đang hoạt động tại Ấn Độ Dương, nhưng vào ngày 14 tháng 3, một quả bom trên tàu bị tai nạn phát nổ trong khi đang được gắn kíp, khiến mười ba người thiệt mạng. Sau khi được sửa chữa, vào tháng 5 nó gia nhập lực lượng cùng các tàu chiến Malaya, Ramillies, Royal Sovereign và Warspite để hoạt động tại khu vực Đông Địa Trung Hải gần Alexandria.
Vào đầu tháng 7, Hạm đội Địa Trung Hải, bao gồm Eagle, tiến hành các hoạt động nhằm bảo vệ cho các đoàn tàu vận tải đi và về Malta. Ngày 9 tháng 7, nó nằm trong thành phần tham gia vụ đối đầu không hiệu quả với Hạm đội Ý tại Calabria, đôi khi còn được gọi là Trận Punta Stilo. Vào ngày 10 tháng 7, những chiếc máy bay Swordfish của Eagle đã tấn công cảng Augusta tại Sicilia, phóng ngư lôi vào chiếc tàu khu trục Leone Pancaldo. Giữa những chuyến hải trình của Eagle, những chiếc máy bay Swordfish của nó hoạt động từ căn cứ trên đất liền đã tấn công Tobruk, một cuộc tấn công tương tự vào ngày 5 tháng 7 đã đánh chìm tàu khu trục Ý Zeffiro và một tàu buôn, và một cuộc tấn công tương tự được thực hiện hai tuần sau đó, ngày 20 tháng 7, đã đánh chìm thêm hai tàu khu trục nữa.
Vào ngày 22 tháng 8, máy bay của nó tấn công và đánh chìm chiếc tàu ngầm Ý Iride và chiếc tàu quân nhu Monte Gargano trong vịnh Bomba. Sang tháng 9 nó tham gia cùng chiếc tàu sân bay HMS Illustrious trong Chiến dịch Hats, và hỗ trợ cho một cuộc tấn công nhắm vào Maritza thuộc Rhodes.
Vào giữa tháng 10, chiếc tàu sân bay là thành phần bảo vệ cho đoàn tàu vận tải MB-6 đến tăng viện cho Malta, và bị hư hại do những cú tấn công suýt trúng đích. Máy bay của nó hoạt động từ tàu sân bay Illustrious khi tấn công Taranto trong Chiến dịch Judgement vào ngày 11 tháng 11, trong khi chiếc Eagle ở lại Alexandria để sửa chữa. Vào ngày 26 tháng 11, máy bay của nó tấn công Tripoli, làm hư hại một tàu chở hàng.
Vào tháng 3 năm 1941, nó được cho chuyển đến Freetown. Máy bay của nó, cất cánh từ cảng Sudan, đã tấn công các tàu bè Ý tại Massawa trên đường đi. Đến Freetown vào đầu tháng 5, Eagle thực hiện các chuyến bay tuần tra tại khu vực Nam Đại Tây Dương, truy lùng các tàu cướp-tàu-buôn Đức và những tàu tiếp liệu cho chúng. Đến tháng 10 năm 1941, nó quay về Anh để tái trang bị tại xưởng tàu Cammell Laird, Birkenhead, công việc này kéo dài cho đến tận tháng 1 năm 1942.
Nó lại gia nhập Hạm đội Địa Trung Hải vào đầu năm 1942. Vào tháng 2 năm 1942, nó thực hiện vận chuyển máy bay đến Malta, một hoạt động được lặp lại vào tháng 5 và thêm hai lần nữa vào tháng 6. Từ ngày 12 tháng 6 đến ngày 16 tháng 6, Eagle còn hỗ trợ trên không cho đoàn tàu vận tải trong chiến dịch Harpoon.

### Trận Malta

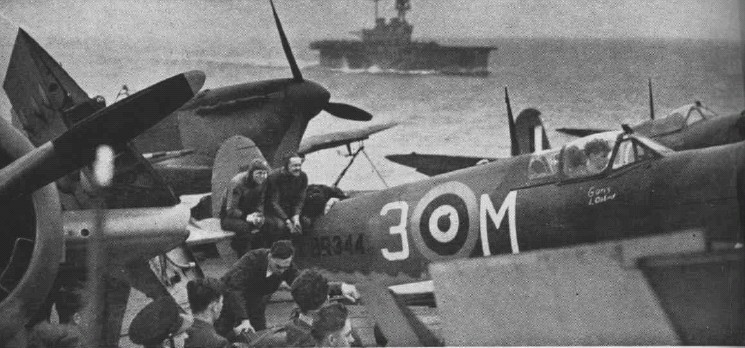
HMS Eagle (xa về phía sau) tháp tùng tàu sân bay Mỹ USS Wasp trong nhiệm vụ vận chuyển máy bay đến Malta

HMS Eagle đóng một vai trò then chốt trong Trận Malta. Cùng với chiếc tàu sân bay Mỹ Wasp, nó tham gia vào việc tiếp liệu mang tính thiết yếu cho lực lượng phòng ngự trên hòn đảo đang bị tiêu hao, chủ yếu là tăng cường những chiếc máy bay tiêm kích Hurricane Mark II, đọ sức với lực lượng tiêm kích và ném bom của Không quân Ý và Không quân Đức có số lượng lớn hơn nhiều, ở cách 145 km (90 dặm) về phía Bắc trên đảo Sicilia.
Sự thành công của các tàu tuần dương trong Lực lượng K, cùng với các tàu ngầm thuộc Chi hạm đội 10, và một lực lượng bổ sung đặc biệt của Wellingtons và Beauforts tại Malta đã buộc Hitler phải ra lệnh huy động 65 chiếc tàu ngầm U-boat từ khu vực Bắc Đại Tây Dương sang chiến trường Địa Trung Hải. Ngoài ra, toàn bộ Tập đoàn Không quân dã chiến II, do Kesselring chỉ huy, một trong số ba tập đoàn không quân đã tiến hành bao vây Moscow, cũng được điều động từ Mặt trận phía Đông sang Sicilia. Sự kiện đánh chìm toàn bộ đoàn tàu vận tải Duisburg, gồm tổng cộng bảy tàu vận tải, bởi Lực lượng K vào ngày 8 tháng 11 năm 1941 đã thúc đẩy Hitler đi đến quyết định tai hại này.

"Quyết định được đưa ra bởi Hitler và Bộ Tổng tư lệnh Tối cao Đế chế Đức tại Berlin để chuyển Tập đoàn Không quân dã chiến II sang Sicilia và một số lớn tàu ngầm U-boat sang Địa Trung Hải có tầm quan trọng về tâm lý cũng như phương tiện vật chất sâu sắc. Trong lần này, Hitler đã phản ứng lại một thắng lợi của Đồng Minh; ông ta tiến hành một cuộc phản công. Đây là lần đầu tiên kể từ khi tấn công Ba Lan vào ngày 1 tháng 9 năm 1939, ông ta đã phải nhảy theo điệu nhạc của Đồng Minh. Một ánh sáng le lói đã xuất hiện ở cuối con đường hầm dài và đen tối."

Cái mà người Đức và người Ý không được biết, bộ máy mật mã Enigma (C38) từ lâu đã bị giải mã bởi hệ thống Ultra của Đồng Minh. Được thông báo trước những chi tiết chính xác về vị trí, thời gian khởi hành và đích đến của những đoàn tàu vận tải của khối Trục, phe Đồng Minh đã có thể gây ra tổn thất tối đa cho chúng mà vẫn giữ kín được nguồn gốc của những tin tức tình báo này ngoài những suy đoán của đối phương. Vì vậy, lực lượng của Rommel bị ngăn chặn khỏi các nguồn tiếp liệu tối cần để duy trì sức tấn công của Chiến dịch Bắc Phi. Bí mật về nguồn tin tình báo này, tại Malta chỉ có Gort và Cunningham nắm được.
Hai đợt nỗ lực đầu tiên được thực hiện nhằm tăng cường cho mạng lưới phòng không tại Malta bằng những máy bay tiêm kích có tính năng cao, gồm những nhóm nhỏ máy bay Spitfire thuộc Phi đội 249 cất cánh từ HMS Eagle trong các ngày 7 và 31 tháng 3 năm 1942.
Nỗ lực thứ ba có sự tham gia của chiếc tàu sân bay Mỹ USS Wasp, vốn đã khởi hành rời cảng Glasgow đi đến Algiers vào ngày 15 tháng 4, và sang ngày 20 đã đến được khu vực phụ cận trong tầm bay đến Malta. Sáng sớm ngày hôm đó, 47 chiếc Spitfire Mark V trang bị thêm các thùng nhiên liệu phụ đặc biệt đã cất cánh từ chiếc tàu sân bay, và sau vài giờ bay đã đến được Malta đang khi hòn đảo này đang phải chịu đựng một đợt không kích, khiến một số chiếc bị phá hủy. Đến ngày 23 tháng 4, tất cả đều bị tiêu diệt hoặc không thể sửa chữa được, do bị tấn công bởi 300 phi vụ của những chiếc Ju 87, Ju 88 và Me 109 được tung ra từ ngày 20 đến ngày 23 tháng 4. Các sân bay Takali (Ta' Qali), Hal Far và Luqa chịu đựng trên 500 tấn bom trong thời gian đó.
Thủ tướng Winston Churchill, nhận thức rằng Malta có thể thất thủ nếu không có một biện pháp can thiệp nào khác, đã nhận gánh nặng vào tay mình.

"Đích thân Churchill gọi điện cho Tổng thống Hoa Kỳ F.D. Roosevelt, một lần nữa yêu cầu hỏi mượn chiếc tàu sân bay Wasp. Với sự đồng ý ngay lập tức của Tổng thống, các công việc sắp xếp được thực hiện để Wasp cùng khởi hành với chiếc tàu sân bay của Hải quân Hoàng gia Anh HMS Eagle hướng về phía Malta với tổng cộng 64 máy bay được xếp trong hầm tàu và chất đầy trên sàn đáp."

Lần này, để tránh bị bắt gặp bất ngờ trên sân bay, những chiếc máy bay vừa đến nơi lập tức được tiếp đạn và tiếp nhiên liệu, rồi được cho cất cánh trong vòng vài phút để đối đầu trên không cùng những máy bay đối phương.
Phe Đồng Minh giành lại được ưu thế trên không bên trên hòn đảo vào ngày 10 tháng 5 năm 1942, sau đợt tăng viện thứ tư, đối đầu cùng lực lượng máy bay đối phương ngoài mặt trận với số lượng khoảng 600 máy bay. Điều này đã góp phần vào quyết định tạm ngừng, rồi sau đó là hủy bỏ hẳn, Chiến dịch Herkules, kế hoạch của phe Trục nhằm xâm chiếm đảo Malta. Một phần nhờ vào sự chi viện của Eagle, hòn đảo giờ đây không còn phải chịu đựng những quả bom cháy vốn đã phá hủy thủ phủ cổ xưa và hải cảng trên đảo thành đống gạch vụn. Tuy nhiên cho đến lúc này, khả năng tấn công của Malta hầu như bị vô hiệu hóa, khi chỉ đánh trúng một lần duy nhất, có thể là trúng chiếc tàu hàng Reginaldo Giuliani, tải trọng 5.000 tấn bởi một đơn vị của Wellington vào ngày 5 tháng 6. Các tàu tuần dương của Lực lượng K và tàu ngầm của Chi hạm đội 10 giờ đây phải rút lui về vùng biển an toàn hơn tại khu vực Trung Đông, nhưng với tình hình lương thực và tiếp liệu trở nên căng thẳng, việc tiếp tế trở nên cần thiết để giúp hòn đảo kiên cường không bị chiếm đóng.
Vào tháng 6 năm 1942, Eagle hỗ trợ trên không cho một đoàn tàu vận tải nữa dưới tên gọi chiến dịch Harpoon, một trong hai đoàn tàu vận tải (chuyến kia có tên gọi Chiến dịch Vigorous) được thực hiện đồng thời hướng về phía Malta nhưng từ hai hướng đối nghịch. Ý tưởng của kế hoạch nhằm phân tán lực lượng Hải quân Ý xem ra khá hay, nhưng chính lực lượng của Không quân Đức đã ngăn cản đoàn tàu vận tải Vigorous đến được Malta. Những con tàu hộ tống cho chúng đã tiêu phí gần hết số đạn phòng không trong khi chúng chỉ đi được nửa đường từ Alexandria đến Malta, và bị buộc phải quay mũi rút lui, cho dù theo tin tức giải mã được bởi Ultra, hạm đội Ý đã rút lui về Taranto. Những con tàu tham gia Chiến dịch Harpoon cũng phải chịu đựng những trận không kích ác liệt, và cho dù những máy bay Hurricane trên chiếc Eagle đã ngăn chặn được nhiều cuộc tấn công, bắn rơi chín máy bay đối phương và có thể đã tiêu diệt thêm hai chiếc nữa, đoàn tàu vận tải vẫn phải chịu đựng sự tấn công từ các hạm tàu nổi sau khi lực lượng hộ tống (kể cả chiếc Eagle) rút lui. Chỉ có hai chiếc tàu chở hàng, Troilus và Orari, trong tổng số sáu chiếc rời cảng Gibraltar đến được Malta; tổng cộng chúng chở theo 25.000 tấn hàng tiếp liệu, cho phép hòn đảo tiếp tục chiến đấu thêm hai tháng nữa.
Ngày 5 tháng 6 năm 1942, điều kiện cuối cùng trong số hai điều kiện tiên quyết cho phép sự quay trở lại của những chiếc tàu ngầm thuộc Chi hạm đội 10 giờ đây được đáp ứng. Với các nguồn tiếp liệu dồi dào, Hải quân Hoàng gia có thể đảm bảo các tuyến đường biển dẫn đến cảng Grand tương đối sạch mìn. Điều kiện thứ nhất về việc chiếm lại được ưu thế trên không đã được đáp ứng trước đó vào ngày 10 tháng 5. Tuy nhiên, việc giải tỏa hoàn toàn áp lực đối với Malta chỉ đạt được vào ngày 15 tháng 8, sau khi hoàn thành Chiến dịch Pedestal.
Eagle là một trong số ba tàu sân bay được giao nhiệm vụ hộ tống cho Chiến dịch Pedestal, hai chiếc kia là Victorious và Indomitable. Vào sáng sớm ngày 11 tháng 8, một ngày sau khi đoàn tàu vận tải đi vào Địa Trung Hải, Eagle bị bắn trúng bốn quả ngư lôi từ chiếc tàu ngầm Đức U-73 do Helmut Rosenbaum chỉ huy, và bị chìm cách phía Nam mũi Salina 130 km (70 hải lý) ở tọa độ 38°3′0″B 3°1′12″Đ / 38,05°B 3,02°Đ, chỉ trong vòng bốn phút sau khi bị bắn trúng. Có tổng cộng 160 sĩ quan và thủy thủ, hầu hết là bên dưới các phòng máy, bị mất theo con tàu cùng với 16 chiếc Sea Hurricane.
Eagle trở thành một trong hai chiếc tàu sân bay bị mất trong việc phòng thủ đảo Malta, chiếc tàu sân bay kia là HMS Ark Royal. Bản thân chiếc tàu ngầm U-73 bị các tàu nổi đánh chìm vào ngày 16 tháng 12 năm 1943.
Tính đến cuối tháng 10 năm 1942, Malta nhận được tổng cộng 367 chiếc máy bay Spitfire, hầu hết được vận chuyển bởi Wasp và Eagle. Chiếc dịch Pedestal, mà đặc biệt là việc chất dỡ hàng hóa tiếp liệu tối cần thiết khỏi chiếc SS Ohio đang mắc cạn trong cảng Grand, là một biểu tượng mạnh mẽ của nền độc lập tại Malta.